# Юго-Восточный (хутор)
Ю́го-Восто́чный — хутор в Степновском районе (муниципальном округе) Ставропольского края России.
До 16 марта 2020 года входил в состав муниципального образования «Сельское поселение Степновский сельсовет».

## География
Расстояние до краевого центра Ставрополя составляет 236 км, до районного центра Степное — 13 км.

## Население
| 1989 | 2002 | 2010 | 2014 | 2021 |
| ---- | ---- | ---- | ---- | ---- |
| 74   | ↘59  | ↘7   | ↗100 | ↘11  |

По данным переписи 2002 года, в национальной структуре населения чеченцы составляли 44 %, аварцы — 30 %.